# Window
Window, album av Christopher Cross, utgivet 21 maj 1995. Albumet var Cross' sjätte album och det är producerat av Christopher Cross och Dennis Lambert.

## Låtlista
1. Been There Done That (Christopher Cross/Dennis Lambert)
2. Wild Wild West (Christopher Cross/Rob Meurer)
3. Wishing Well (Christopher Cross/Rob Meurer)
4. Thinkin' 'Bout You (Christopher Cross/Rob Meurer)
5. Jan's Tune (Christopher Cross/Rob Meurer)
6. Open Up My Window (Christopher Cross/Rob Meurer)
7. Natures Way (California)
8. Uncharted Hearts (Christopher Cross/Rob Meurer)
9. Before I Go (Christopher Cross/Rob Meurer)
10. Love Is Calling (Christopher Cross/Rob Meurer)
11. Save Your Sadness (Jan's Tune remix) (Christopher Cross/Rob Meurer)